# Pierre-Eugène Rouanet
Pierre-Eugène Rouanet SMA (* 16. November 1917 in La Richarde, Mazamet; † 4. Februar 2012 in Montpellier) war ein französischer Ordensgeistlicher, Missionar und römisch-katholischer Bischof von Daloa.

## Leben
Pierre-Eugène Rouanet trat der Ordensgemeinschaft der Gesellschaft der Afrikamissionen (Weiße Väter) in Lyon bei und empfing am 4. Juli 1948 die Priesterweihe. Anschließend wurde er Missionar an der Elfenbeinküste.
Papst Pius XII. ernannte ihn am 4. Juli 1956 zum Bischof des Bistums Daloa. Der Bischof von Carcassonne, Pierre-Marie Puech, spendete ihm am 27. Dezember 1956 die Bischofsweihe; Mitkonsekratoren waren Jean-Baptiste Boivin SMA, Erzbischof von Abidjan, und Emile Durrheimer SMA, Bischof von Katiola. Rouanet war Konzilsvater aller vier Sitzungsperioden des Zweiten Vatikanischen Konzils.
Am 20. November 1975 nahm Papst Paul VI. seinen altersbedingten Rücktritt an.